# Kabupaten Bengkulu Utara
Kabupaten Bengkulu Utara är ett kabupaten i Indonesien.   Det ligger i provinsen Bengkulu, i den västra delen av landet, 600 km nordväst om huvudstaden Jakarta. Antalet invånare är 267 234.